# Gollania
Gollania là một chi rêu trong họ Hypnaceae.